# Parijs-Roubaix 1953
De 51ste editie van de wielerwedstrijd Parijs-Roubaix werd gereden op zondag 12 april 1953. De Belg Germain Derycke won na 245 kilometer voor de Italiaan Donato Piazza en de Nederlander Wout Wagtmans. Titelverdediger Rik Van Steenbergen kwam zijn titel niet verdedigen.

## Uitslag
| Plaats  | Naam            | Ploeg                | Tijd     |
| ------- | --------------- | -------------------- | -------- |
| Winnaar | Germain Derycke | Alcyon-Dunlop        | 5u39'19" |
| 2       | Donato Piazza   | Bianchi-Pirelli      | z.t.     |
| 3       | Wout Wagtmans   | Garin-Wolber         | z.t.     |
| 4       | Louison Bobet   | Stella-Wolber-Dunlop | +14"     |
| 5       | Emile Baffert   | Mercier-Hutchinson   | z.t.     |
| 6       | Roger Decock    | Bertin               | z.t.     |
| 7       | Raymond Impanis | Garin-Wolber         | z.t.     |
| 8       | Désiré Keteleer | Bianchi-Pirelli      | z.t.     |
| 9       | Gilbert Bauvin  | Gitane-Hutchinson    | z.t.     |
| 10      | Maurice Blomme  | Bertin               | z.t.     |

1896 · 
1897 · 
1898 · 
1899 · 
1900 · 
1901 · 
1902 · 
1903 · 
1904 · 
1905 · 
1906 · 
1907 · 
1908 · 
1909 · 
1910 · 
1911 · 
1912 · 
1913 · 
1914 · 
1915 · 
1916 · 
1917 · 
1918 · 
1919 · 
1920 · 
1921 · 
1922 · 
1923 · 
1924 · 
1925 · 
1926 · 
1927 · 
1928 · 
1929 · 
1930 · 
1931 · 
1932 · 
1933 · 
1934 · 
1935 · 
1936 · 
1937 · 
1938 · 
1939 · 
1940 · 
1941 · 
1942 · 
1943 · 
1944 · 
1945 · 
1946 · 
1947 · 
1948 · 
1949 · 
1950 · 
1951 · 
1952 · 
1953 · 
1954 · 
1955 · 
1956 · 
1957 · 
1958 · 
1959 · 
1960 · 
1961 · 
1962 · 
1963 · 
1964 · 
1965 · 
1966 · 
1967 · 
1968 · 
1969 · 
1970 · 
1971 · 
1972 · 
1973 · 
1974 · 
1975 · 
1976 · 
1977 · 
1978 · 
1979 · 
1980 · 
1981 · 
1982 · 
1983 · 
1984 · 
1985 · 
1986 · 
1987 · 
1988 · 
1989 · 
1990 · 
1991 · 
1992 · 
1993 · 
1994 · 
1995 · 
1996 · 
1997 · 
1998 · 
1999 · 
2000 · 
2001 · 
2002 · 
2003 · 
2004 · 
2005 · 
2006 · 
2007 · 
2008 · 
2009 · 
2010 · 
2011 ·
2012 · 
2013 ·
2014 ·
2015 ·
2016 ·
2017 ·
2018 ·
2019 ·
2020 · 
2021 · 
2022 · 
2023 · 
2024 · 
2025